# Жорж Албер Буланже
 Тази статия е за британския биолог.  За френския генерал вижте Жорж Буланже.  
Жорж Албер Буланже (на френски: George Albert Boulenger) е британски зоолог и ботаник от белгийски произход. Член на Британското кралско научно дружество.

## Биография
Роден е на 19 октомври 1858 година в Брюксел, Белгия, в семейството на нотариус. През 1876 г. завършва естествени науки в Свободния университет в Брюксел и известно време работи в брюкселския музей за естествена история, изследвайки земноводните, влечугите и рибите. През този период той често посещава Националния музей по естествена история в Париж и Британския музей в Лондон.
През 1880 г. Жорж Буланже е поканен да работи в Британския музей от Алберт Гюнтер със задачата да опише земноводните в тяхната колекция. За да заеме длъжността той трябва да приеме британско гражданство. Буланже остава на работа в музея до пенсионирането си през 1920 г.
Според съвременниците Буланже е методичен, има удивителна памет и огромна работоспособност. Освен това той свири на цигулка, говори френски, немски и английски, чете на испански, италиански и малко руски, а като зоолог владее на работно ниво гръцки и латински.
До 1921 г. Буланже публикува 877 книги с общо над 5000 страници, както и 19 монографии за риби, земноводни и влечуги. Описва 1096 вида риби, 556 вида земноводни и 872 вида влечуги. Смятан е за експерт по сладководните риби в Африка, въпреки че никога не е пътувал дотам. Той ръководи и комисията, съставена от белгийския крал Леополд II през 1897 г., която трябва да постави началото на природонаучен музей в Конго.
След пенсионирането си от Британския музей Буланже изучава розите и публикува 34 заглавия на ботаническа тема и двутомно изследване на розите в Европа.
Умира на 23 ноември 1937 година в Сен Мало, Франция, на 79-годишна възраст.